# Frullania robusta
Frullania robusta là một loài rêu tản trong họ Jubulaceae. Loài này được (Spruce) Stephani miêu tả khoa học lần đầu tiên năm.